# Freezer
 (décembre 2024).
Pour les articles homonymes, voir Freezer (homonymie).
Pour le compartiment des réfrigérateurs destiné à la congélation, voir Réfrigérateur.
Freezer (フリーザ, Furīza) est un personnage de fiction créé par Akira Toriyama dans le manga Dragon Ball en 1990. Étant l'un des cinq antagonistes principaux de Dragon Ball Z avec les Saiyans, les Cyborgs, Cell et Boo. Il réapparaît dans Dragon Ball Super et affronte à nouveau les personnages principaux à plusieurs reprises.
Freezer est aussi au centre de certains films et OAV tel que Dragon Ball Z : Baddack contre Freezer ou Broly. C'est donc un personnage clé de la série : de puissance nettement supérieure à celle des ennemis rencontrés jusque-là, il contraint Son Goku à se transformer en Super Saiyan et ouvre ainsi une nouvelle ère de la série. Il apparaît pour la première fois le 24 octobre 1990 dans le Weekly Shōnen Jump.

## Biographie fictive
Tyran galactique, Freezer est redouté de tous ses sujets. Combattant redoutable, totalement dénué de scrupules, très intelligent, impitoyable et cruel, il a sous ses ordres une armée de soldats qu'il utilise pour conquérir des planètes afin d'en faire commerce. Il semblerait que sa famille soit à la tête de cette organisation de vendeurs de mondes. Freezer est ainsi connu dans tous les mondes développés de l'univers mais pas sur les planètes isolées ou ayant un retard technologique comme la Terre.
Naturellement puissant, il n'a aucun besoin de s'entraîner en dehors de quelques affrontements avec son père, le Roi Cold. S'il est redouté dans la galaxie du Nord, y compris par le grand Kaio, sa puissance est négligeable en comparaison des dieux de la destruction ou même des Kaio Shin (qui apparaîtront bien plus tard dans la série). Dans les OAV tardifs, son père le met ainsi en garde dès son enfance de ne pas croiser la route de Beerus, le Dieu de la destruction de leur univers, et Boo.

### La destruction de la planète Vegeta
Destiné à succéder à son père, ce dernier finit quelques années après sa naissance par le présenter aux différents mondes sous sa coupe, notamment aux Saiyans de la planète Vegeta. Afin d'imposer rapidement le respect au peuple guerrier, il élimine sans problème l'embuscade organisée pour l'éliminer au cours de la présentation des scouters, de nouveaux appareils destinés à faciliter le repérage d'individus lors des nettoyages de planètes. Sa démonstration de puissance terminée, Freezer distribue les scouters aux Saiyans et quitte la planète.
Freezer apprend plus tard l'existence de la légende du Super Saiyan, un guerrier légendaire auquel rien ne pourrait résister. Il devient alors obsédé et apeuré par la possibilité qu'un tel guerrier puisse un jour exister et le vaincre. En parallèle, Beerus, las du comportement des Saiyans, ordonne à Freezer de détruire la planète Vegeta à sa place, n'ayant pas la volonté se déplacer en personne. Cet ordre permet au tyran d'avoir un prétexte supplémentaire pour se débarrasser d'eux.
Tous les Saiyans sont alors convoqués en urgence sur Vegeta avant que Freezer ne la détruise. Néanmoins, certains dont le prince Vegeta et sa garde rapprochée n'étaient pas sur la planète : par fierté, le jeune Saiyan a refusé d'obéir à Freezer. Dès lors, Freezer fait croire au prince et ses congénères que leur planète a été détruite par une météorite, et continuent de les employer tout en gardant un œil sur eux. Il apprend également que le jeune frère de Raditz, un des Saiyans survivants, a été envoyé auparavant sur la planète Terre.

### Quête de l'immortalité sur Namek
Quelques années plus tard, seuls restent trois Saiyans au service de Freezer : Raditz, Nappa et Vegeta. Lorsque le premier part sur Terre retrouver son frère Kakarotto pour le recruter, il est confronté à son nouveau nom, Son Goku, et à son total changement de comportement à la suite d'un coup violent reçu à la tête étant jeune qui lui a fait perdre la mémoire qui l'a fait sympathiser avec les terriens. Raditz est tué mais ses deux compagnons apprennent l'existence de boules magiques permettant d'exaucer des vœux. Vegeta et Nappa prennent la décision de se rendre sur Terre pour les obtenir, désobéissant à Freezer qui leur avait donné une autre planète à conquérir. Nappa est tué par Vegeta pour sa faiblesse et le prince doit battre en retraite. Néanmoins, les scouters permettent à Freezer de les espionner et d'apprendre lui aussi l'existence des Dragon Balls ainsi que la théorie de Vegeta sur la probabilité que des objets semblables soient présents sur la planète Namek.
Freezer se rend alors sur la planète Namek avec sa garde rapprochée pour collecter les Dragon Balls de la planète Namek afin d'obtenir la vie éternelle. Alors qu'il est entré en possession de quatre d'entre elles, massacrant les villages nameks qui les gardaient, ses plans sont gênés par l'arrivée de Vegeta d'une part, qui se sait condamné à la servitude éternelle si Freezer atteint son objectif, et des terriens survivants au combat contre les Saiyans Krilin et Son Gohan venus pour ressusciter leurs victimes d'autre part, dont il ignore que le dernier est le neveu de Raditz et par conséquent un métis Saiyan. Dès leur arrivée sur Namek, les deux perçoivent son pouvoir démesuré. Ils parviennent néanmoins à sauver un enfant Namek du nom de Dendé lorsque Freezer et ses hommes attaquent le village détenant la cinquième Dragon Ball.
Néanmoins, sa quête est brutalement stoppée car les Nameks du village en question détruisent l'ensemble des scouters des hommes de Freezer avant d'être tués, les empêchant ainsi de localiser les villages restants et les deux dernières Dragon Balls. Par la suite, l'un de ses meilleurs soldats, Zabon, parvient à neutraliser Vegeta et le laisse pour mort. Apprenant qu'un village qu'ils n'avaient pas encore attaqué a été retrouvé en ruines, il en déduit que Vegeta en est le responsable et ordonne à Zabon de récupérer le Saiyan pour le soigner et l'interroger. Pris d'une étrange sensation, il ordonne également la venue du commando Ginyu sur Namek, chargés également de livrer de nouveaux scouters. Toutefois, la situation tourne brutalement en sa défaveur quand Vegeta, remis plus rapidement que ne le pensaient ses geôliers, s'enfuit et vole par-dessus le marché les cinq Dragon Balls détenues par Freezer. Furieux, il ordonne à Zabon de le retrouver mais au bout de plusieurs heures sans qu'il ne revienne, comprend que son homme de main a été tué par Vegeta.
Le commando Ginyu arrive quelques jours plus tard et, à la grande joie de Freezer, récupère les Dragon Balls juste avant que Vegeta, Krilin et Son Gohan, ayant réalisé une alliance de circonstance, ne les utilisent. Toutefois, il se révèle incapable de les utiliser, ne connaissant pas leur méthode d'activation. En possession d'un nouveau scouter, il prend la décision d'aller trouver les Nameks restants pour les interroger à ce sujet, laissant la garde des Dragon Balls au capitaine Ginyu. Il arrive ainsi chez le doyen de Nameks, le créateur des Dragon Balls de cette planète, et le rencontre ainsi que Nail, son protecteur. Ce dernier l'avertit, avant qu'il ne tente quoi que ce soit, que la mort du doyen implique la disparition des Dragon Balls, rendant de fait impossible toute torture sur le vieillard mourant. Freezer affronte alors Nail, non sans s'être éloignés du doyen pour éviter qu'il ne soit tué de façon collatérale, et le vainc sans difficulté, bien qu'il soit le plus puissant des habitants de la planète.
Au bout de plusieurs heures d'attaques infructueuses de la part du Namek suivi de violentes contre-attaques, Freezer perd patience mais dans un éclat de rire, Nail lui apprend qu'il ne faisait que gagner du temps pour permettre à Dendé, que Freezer avait croisé précédemment sans lui accorder plus d'importance, de donner la formule pour utiliser les Dragon Balls aux terriens. Fou de rage, Freezer abandonne Nail à terre et vole à grande vitesse vers son vaisseau et se rend compte avec son scouter que tous les membres du commando Ginyu ont entretemps été vaincus mystérieusement. Il arrive néanmoins sur les lieux trop tard : le doyen est en effet décédé au moment au Vegeta allait voir son vœu d'immortalité être exaucé.

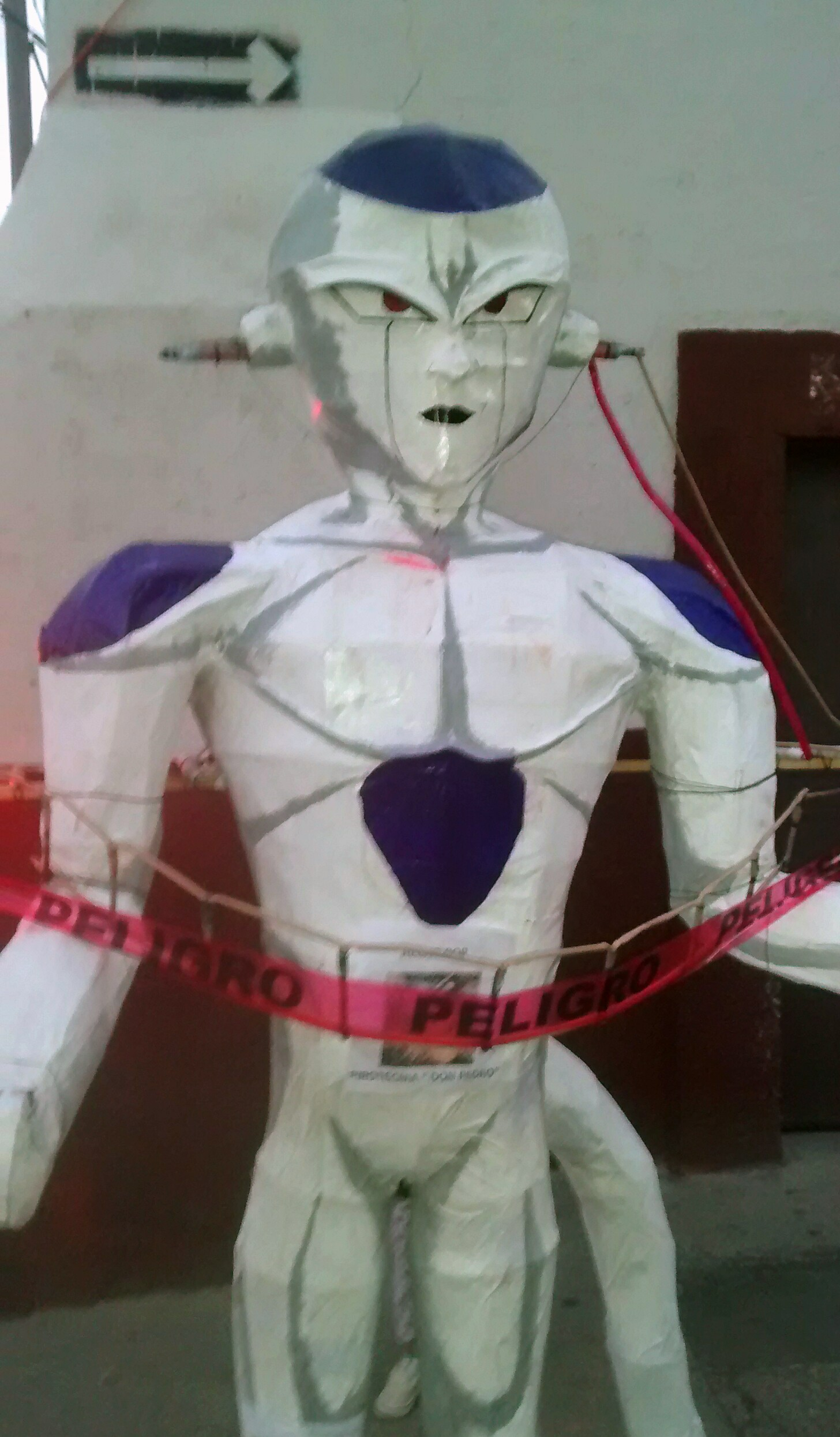
Bûcher de Judas ayant la forme de Freezer dans sa forme finale, pour la Semaine sainte au Mexique.

Déterminé à leur faire payer cet affront à son égard, le tyran engage le combat face à Son Gohan, Krilin et Vegeta. Les trois coéquipiers ne sont toutefois pas capables de faire face à Freezer après que celui-ci se soit métamorphosé pour la première fois. Ils parviennent néanmoins à tenir le coup, à la surprise de Freezer malgré les blessures qu'il leur a fait subir, jusqu'à l'arrivée du mentor namek Piccolo, ressuscité et téléporté sur Namek par leurs premiers vœux. Ce dernier ayant fusionné peu avant avec Nail, qu'il a croisé mourant en se dirigeant vers le lieu du combat, il engage le combat avec Freezer. Si le combat semble équilibré au début, Freezer prend à nouveau facilement l'avantage après sa deuxième métamorphose. Assuré de gagner le combat, Freezer décide de faire l'honneur à ses adversaires de révéler sa forme ultime. Une fois dévoilée, il exécute Dendé dont il a compris qu'il était celui qui a guéri ses adversaires à chaque fois qu'il avait le dos tourné. Alors qu'il s'apprête à achever Vegeta après l'avoir cruellement torturé, Son Goku arrive dans la bataille, remis de ses blessures reçues lors du combat contre le commando Ginyu. Alors que Vegeta lui affirme, face aux capacités de Goku, qu'il se trouve enfin devant le Super Saiyan qu'il craignait tant, il l’exécute froidement. Avant de mourir, Vegeta révèle à Goku l'histoire de leur planète natale ainsi que la légende du Super Saiyan millénaire.
L'affrontement entre Goku et Freezer débute. Freezer parvient à le dominer pendant presque tout le combat jusqu'à ce que Son Goku génère un Genki Dama qui semble venir à bout de son ennemi. Cependant, Freezer survit à l'attaque et blesse gravement Piccolo avant de tuer Krilin. Son Goku est submergé par la colère, son ami ne pouvant plus être ressuscité, et se transforme pour la première fois en Super Saiyan.
Sa puissance dépasse alors celle de Freezer et ce dernier, acculé, envoie une boule d'énergie vers le cœur de la planète pour provoquer la destruction de Namek, étant capable de survivre dans le vide spatial. Il déploie alors sa pleine puissance face au Super Saiyan, ce qui le déforme physiquement. Alors que l'apocalypse se déchaîne autour d'eux alors que la destruction de Namek est imminente, Goku finit par arrêter le combat, comprenant qu'il a déjà gagné. Refusant sa défaite, il utilise des Kienzan pour tuer Goku mais finit par être coupé en deux par l'un d'eux dans un moment inattention. Vaincu, il implore la clémence de Son Goku et supplie le Super Saiyan de le sauver, qui accepte de lui transférer un peu de sa propre énergie pour permettre au guerrier déchu de s'enfuir. Le tyran humilié préfère cependant utiliser cette énergie pour lancer une ultime attaque. Goku, écœuré, contre son attaque et le laisse pour mort.

### Tentative de vengeance
Freezer survit néanmoins à cette attaque ainsi qu'à la destruction de Namek. Son corps gravement mutilé est récupéré par le vaisseau du Roi Cold, qui charge ses ingénieurs de réparer son fils. Désormais à moitié cyborg, Freezer demande immédiatement à son père après être remis sur pied à partir pour la Terre et se venger de Goku, qui a survécu en utilisant une des navettes du commando Ginyu pour fuir Namek. Détectant que Goku se trouve sur la planète des Yardrats, ils prennent la décision d'exterminer la population terrienne en l'attendant, en punition, avant de l'affronter ensemble, estimant qu'il n'aura aucune chance contre eux deux.
Les amis de Son Goku se croient condamnés, lorsque apparaît un jeune homme qui se défait des hommes de main du roi Cold. Puis l'inconnu se transforme en Super Saiyan à la surprise générale et tue définitivement Freezer ainsi que son père, sans qu'ils ne sachent que ce jeune homme du  nom de Trunks est fils de Vegeta qui vient du futur.
Mais sans que personne s'en rende compte, des cellules sont prélevées sur les restes de son corps ainsi que celui du roi Cold par un robot miniature afin de créer un organisme basé sur les cellules des plus puissants guerriers de l'univers : Cell.

### Résurrection

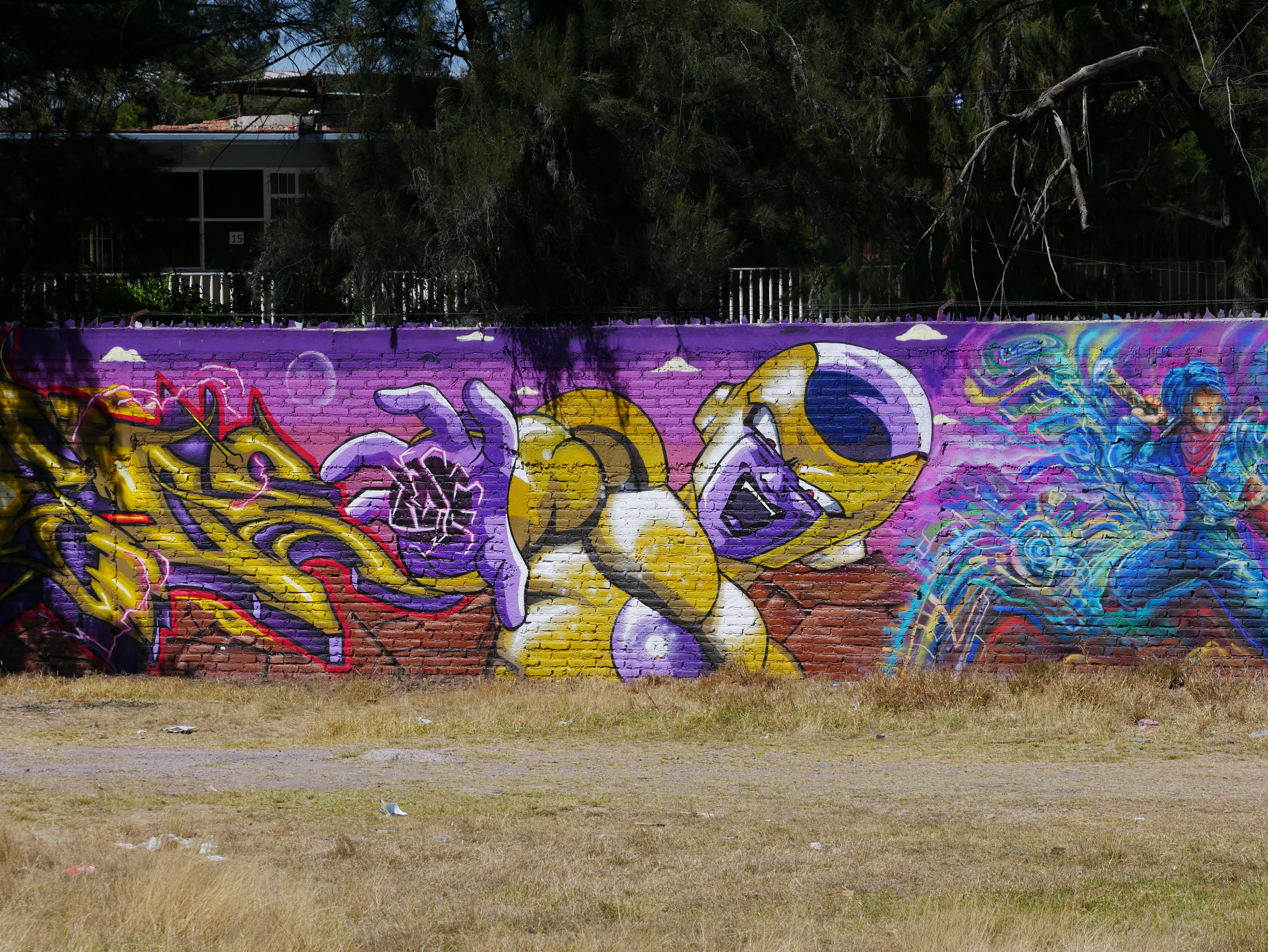
Graffiti mural de Golden Freezer à Aguascalientes, au Mexique.

Quinze ans plus tard, Freezer est ressuscité grâce aux Dragon Balls par Sorbet, un officier dirigeant de ce qu'il reste de son armée. Freezer décide de prendre sa revanche sur Son Goku et apprend alors de la bouche de Sorbet que le guerrier Saiyan a vaincu Boo quelques années plus tôt. Il prend alors pour la première fois de sa vie la décision de s'entraîner pour affronter Goku. Après plusieurs mois d'entraînement intensif, il parvient à atteindre une nouvelle transformation, à l'instar du Super Saiyan, qui rend sa peau blanche de couleur or et la nomme Golden Freezer. Il part alors immédiatement pour la Terre avec son armée.
Sur place, il se retrouve confronté à Son Gohan, Piccolo, Ten Shin Han, Krilin et Kamé Sennin, ainsi que le patrouilleur galactique Jaco. Malgré le déclenchement des hostilités, Goku et Vegeta se font remarquer par leur absence, étant partis s’entraîner avec Whis, l'ange du dieu de la destruction Beerus. Les cinq amis parviennent à combattre ses soldats mais comprennent rapidement leur impuissance face à sa nouvelle force. Grâce à Bulma qui a contacté Whis pour un dessert, ils sont finalement prévenus de la présence de Freezer et reviennent sur Terre grâce au déplacement instantané de Goku. Leur revanche commence et les deux finissent par révéler leur nouvelle forme, Goku ayant entretemps atteint le Super Saiyan Blue. Mais cette forme est insuffisante face à Freezer mais le combat tourne petit à petit en faveur du Saiyan : Freezer ne s'étant pas habitué à sa nouvelle transformation, son énergie chute plus rapidement que celle de son adversaire.
Finalement vaincu par Vegeta qui a pris le relais, il prend la décision de détruire la Terre mais son acte est annulé quand Whis accepte de revenir trois minutes en arrière dans le temps pour permettre à Goku de l'achever avec un Kamé Hamé Ha avant qu'il ne détruise la Terre, l'envoyant en Enfer pour la deuxième fois, à sa grande fureur.

### Le tournoi du Pouvoir
Retourné en enfer, Freezer reçoit la visite de Goku en personne quelques mois plus tard. En effet, le tournoi du Pouvoir, où vont s'affronter dans une grande arène les équipes des huit univers existants les plus faibles, va commencer sous peu. La défaite des équipes perdantes signifient la destruction de l'univers qu'elles représentent. L'équipe de l'univers 7 composée de Krilin, Piccolo, Ten Shin Han, Kamé Sennin (Tortue Géniale), C-17, C-18, Son Gohan, Vegeta et Goku lui-même est incomplète, en raison de l'endormissement soudain de Boo, qui ne se réveillera pas à temps. Goku propose alors à Freezer de quitter l'enfer pendant une journée pour compléter l'équipe. Freezer accepte mais à la condition d'être ressuscité par les Super Dragon Balls, prix remis à l'univers vainqueur. Cette alliance forcée n'est pas au goût des membres de l'équipe, en particulier Végéta.
Au cours du tournoi, la personnalité sadique de Freezer se montre au grand jour. Le meurtre de ses adversaires étant interdit, il prend un plaisir non-dissimulé à torturer ses adversaires avant de les éjecter de l'arène, certains préfèrent parfois se jeter d'eux-même hors de l'arène. Il forme également secrètement une alliance avec Frost, son alter-ego de l'univers 6. Néanmoins, il le trahit bien rapidement, cette alliance n'étant qu'un moyen de détourner son attention pour le vaincre plus facilement.
Lorsque Goku affronte enfin Jiren, combattant réputé le plus fort de l'univers 11 et également plus puissant que Vermoud, le Dieu de la Destruction de son univers, il donne à son vieil ennemi un peu de son énergie pour l'aider à former un Genki Dama. Malheureusement, la technique n'a aucun effet sur Jiren et le repousse sur son lanceur. En rentrant en contact avec la gigantesque sphère, Goku atteint le niveau de l'Ultra Instinct mais le Saiyan ne parvient pas à garder longtemps cette transformation. Se retrouvant à terre, Goku reçoit de l'énergie de Freezer, de la même façon qu'il l'avait fait plusieurs années auparavant sur Namek. Le tyran affirme avoir réglé sa dette et retourne se battre.
Il élimine notamment Cabba, après avoir appris sa nature de Saiyan et le fait qu'il soit l'élève de Végéta. Alors que cinq univers ont déjà été éliminés et détruits, il vient prêter main-forte à l'ensemble de ses coéquipiers encore sur le ring, à savoir Goku, Vegeta, Gohan et C-17 pour éliminer Aniraza, le guerrier issu de la fusion des quatre derniers combattants de l'univers 3. La défaite de ce dernier provoque la destruction immédiate dudit univers. Seuls restent sur l'arène les cinq alliés face à Jiren et ses deux équipiers Toppo et Dyspo.
Freezer engage le combat contre Dyspo mais se retrouve rapidement dépassé par la vitesse de ce dernier. Gohan, qui affrontait jusqu'alors Toppo avec C-17, laisse le cyborg s'occuper de leur adversaire avant d'aller prêter main-forte à Freezer. Ensemble, ils arrivent à l'immobiliser en limitant ses mouvements et, à la demande de Gohan qui maintient Dyspo, ordonne à Freezer de les éjecter tous les deux de l'arène. Il profite ensuite du duel entre Toppo et C-17 pour attaquer lâchement le Pride Trooper pendant qu'il tente de maintenir l'attaque du cyborg. Après avoir encaissé l'attaque, Toppo révèle alors son plein potentiel : il est en effet un apprenti Dieu de la Destruction, destiné à succéder à Vermoud quand ce dernier mourra. Freezer est ainsi violemment brutalisé par Toppo qui surpasse désormais sa forme Golden et est sauvé de l'élimination par C-17.
Freezer se fait ensuite oublier de tout le monde et, après les éliminations successives de Toppo par Végéta et le prince des Saiyans par Jiren, resurgit avec C-17, qui avait de son côté fait croire à une autodestruction pour sauver Goku et Végéta d'une attaque de Jiren, au moment où Goku, qui a entre-temps maitrisé l'Ultra Instinct avant de subir le contre-coup de cette forme, s'apprêtait à être éjecté par un Jiren qui avait peu avant admis sa défaite face au Saiyan. Cette fois, Freezer semble l'emporter sur Jiren qui est considérablement affaibli par son combat contre Goku mais le chef des Pride Trooper parvient à lui tenir tête en écoutant les encouragements de son équipe. Goku se relève alors et les deux ennemis jurés arrivent en combinant leurs forces à sortir Jiren et en se sacrifiant au passage. C-17 est le seul combattant encore sur l'arène et est déclaré vainqueur du Tournoi du Pouvoir.
Il obtient alors les Super Dragon Balls et fait le vœu à Super Shenron de restaurer tous les univers détruits et de ressusciter leurs habitants. Freezer comprend que sa résurrection n'aura pas lieu et se prépare à retourner en enfer mais Whis le ramène alors à la vie, sur ordre de Beerus en récompense de son aide. Il affirme toutefois à ses coéquipiers qu'il n'a aucune intention de changer mais Goku l'informe qu'il sera toujours là pour l'arrêter.
Une fois revenu dans l'univers 7, Freezer monte une nouvelle armée et annonce à l'univers son retour.

### Broly
NB : Ces évènements se déroulent à la fin de l'anime Dragon Ball Super, donc après le tournoi du Pouvoir et lors du film Broly.
Freezer apparaît à deux époques différentes au cours du film.
- Première époque: Il s'agit de l'époque où la planète Végéta existait encore et au moment où Son Goku était aussi tout jeune. Freezer apparaît beaucoup plus jeune et débarque sur la planète Végéta avec son père et sa garde rapprochée. Le roi Cold annonce sa retraite et place alors les Saiyans sous le commandement de Freezer. À peine débarqué, Freezer élimine trois Saiyans et donne au roi Végéta des scouters. Les Saiyans travaillent pour le tyran, jusqu'à ce que ce dernier se décide, bien plus tard, à les exterminer en détruisant la planète Vegeta.

- Deuxième époque: Freezer réapparaît, peu de temps après le Tournoi du Pouvoir, et débarque sur Terre, accompagné de deux survivants Saiyans, Broly et Paragus. Freezer veut de nouveau mettre la main sur les Dragon Balls et se venger de son éternel ennemi dans le même temps. Les hommes de Freezer parviennent à retrouver les sept Dragon Balls et le tyran en prend immédiatement possession. Ses sujets sont d'autant plus stupéfaits, quant à la nature du vœu que Freezer souhaite se voir exaucé. Alors que Freezer pourrait obtenir l'immortalité, celui-ci souhaite simplement gagner cinq centimètres supplémentaire en taille. Le tyran étant souvent moqué par ses propres soldats à cause de sa courte taille, il renonce donc à vivre éternellement. Conscient qu'il n'est pas de taille face à Son Goku et Vegeta, Freezer se sert de Broly pour affronter les deux Saiyans. Voyant que Broly a atteint ses limites, Freezer tue Paragus pour que le choc émotionnel permette à Broly de devenir un Super Saiyan. Son plan réussit, mais le tyran se retrouve ensuite contraint d'affronter le Saiyan légendaire ayant perdu la raison et contre qui il ne semble avoir aucune chance malgré sa forme Golden. Le combat entre Freezer et Broly est interrompu par Gogeta qui prend la relève du tyran. Freezer ne parvient cependant pas à invoquer Shenron, ce dernier ayant été invoqué par Cheelai et Lemo qui devinrent amis à Broly et se servant du vœu pour téléporter Broly sur la planète Vampa, là où vivait le Saiyan avant sa venue sur Terre. Freezer tente d'éliminer les traitres, mais Gogeta l'en empêche. Le tyran quitte la Terre sans avoir accompli ses deux objectifs, mais promet toutefois à Gogeta qu'ils se retrouveront bien assez tôt pour régler leurs comptes. Freezer ne renonce cependant pas à faire de Broly, son bras droit et promet de trouver une solution pour faire du Saiyan son plus fidèle allié. Freezer lance alors une attaque sur une planète inconnue tout en réfléchissant à une solution qui lui permettrait de soumettre le Saiyan. A la fin du film, il repart dans l'espace avec son vaisseau et son armée à la recherche d'un partenaire pour fusionner avec lui et vaincre ses ennemis.

Bien qu'il reste fidèle à lui-même en termes d'ambitions et de cruauté, Freezer semble faire preuve cette fois d'une grande prudence et de réserve avant d'agir. Il laisse notamment ses hommes récupérer les Dragon Balls et attendra patiemment qu'elles soient toutes réunies avant de débarquer sur Terre au dernier moment afin de limiter les risques de confrontation. Bien que cela ne soit pas dans ses habitudes, il fait preuve d'une certaine générosité en récompensant généreusement Cheelai et Lemo pour avoir retrouvé Broly et Paragus. Cependant, il se montre toujours aussi cruel à l'égard des mauvais éléments et n'hésite pas a les éliminer pour des raisons parfois presque insignifiantes. Il est révélé au cours du film que Freezer a exécuté certains de ses hommes simplement parce qu'ils avaient mauvaise haleine.

### Dragon Ball GT
Freezer apparaît dans Dragon Ball GT aux côtés de Cell alors qu'ils affrontent Son Goku piégé aux Enfers. Il se fait congeler comme Cell par Son Goku.

## Description

### À propos du nom
Tout comme la plupart des noms des personnages de ce manga, son nom est un calembour. Le mot freezer signifiant en anglais congélateur, chaque membre de la famille de Freezer porte un nom anglais faisant référence au froid : son père est le roi Cold (froid) et son frère se nomme Cooler (glacière). Leur ancêtre s'appelle Chilled (refroidi, frais). Dans le jeu Dragon Ball Xenoverse 2, la race de Freezer est appelé les « démons du froid ».

### Personnalité
Freezer est dépeint comme un psychopathe, qui savoure la mort d'autrui et la destruction, comme le montre sa jubilation lors de la destruction de la planète Vegeta. Il est même l'un des personnages les plus sadiques de la série et il cherche souvent à faire souffrir ses ennemis avant de les tuer. Comme beaucoup d'autres méchants dans Dragon Ball Z, Freezer possède un ego immense. Il explique que les trois choses qu'il refuse de tolérer sont « la lâcheté, les mauvaises coupes de cheveux et l'insurrection militaire », n'hésitant pas à déclarer que Vegeta possède ces trois défauts.
Bien qu'il se considère visiblement comme supérieur à toutes formes de vie dans l'univers, il semble ressentir une aversion particulière pour les Saiyans, qu'il qualifie de «singes répugnants». Toutefois, son aversion pour cette espèce n'est probablement provoquée que par sa crainte de voir surgir le légendaire Super Saiyan, censé le surpasser.
Enfin, Freezer démontre tout de même un grand respect envers son père le roi Cold, sauf quand ce dernier lui donne des ordres que Freezer finit par suivre à contrecœur. Les ennemis craints par Freezer sont révélés par lui-même dans le film Dragon Ball Z : La Résurrection de ‘F’ qui sont le dieu de la destruction Beerus et le démon Boo.

### Métamorphoses

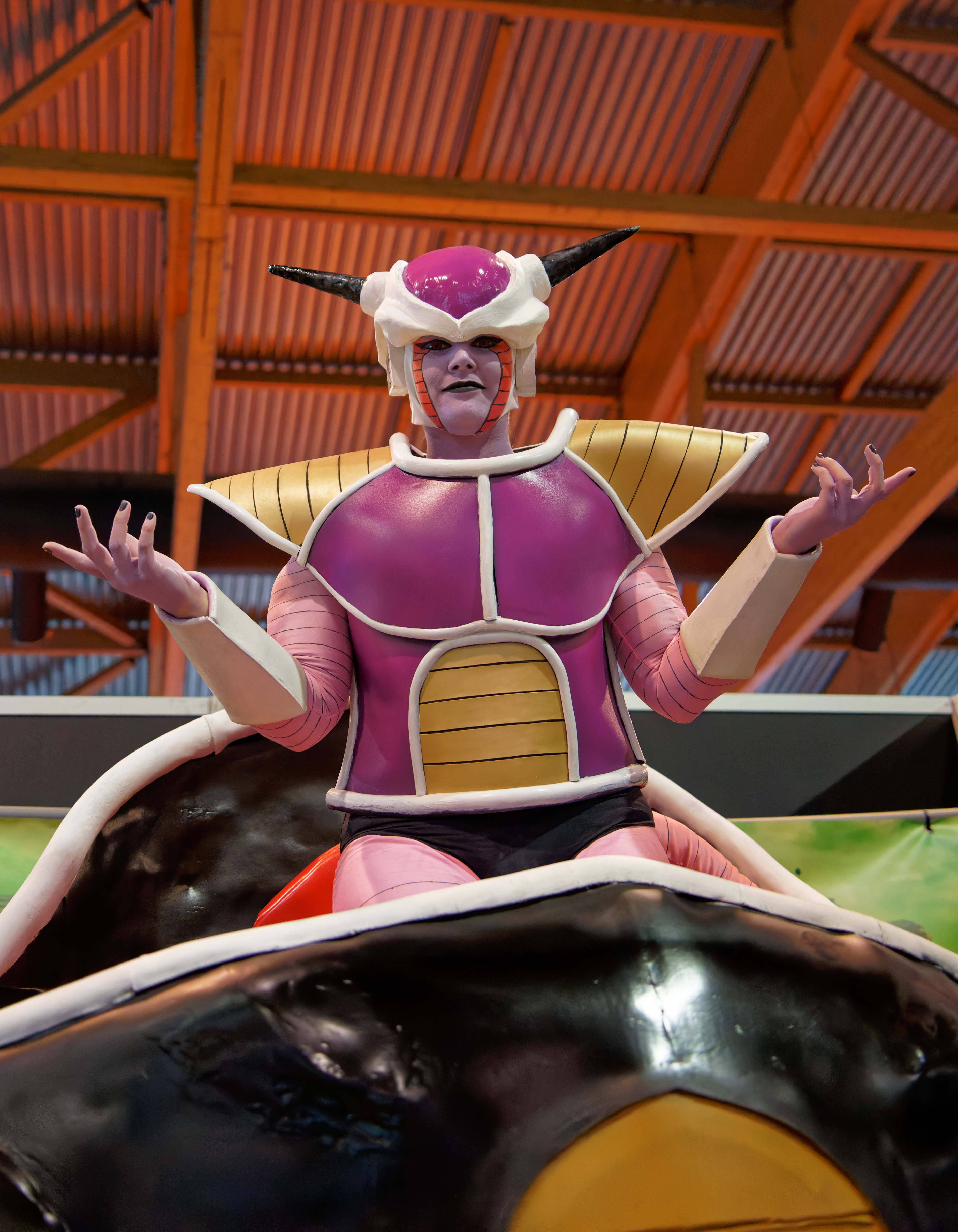
Cosplay de Freezer dans sa première forme, assis ici dans son vaisseau, à la Made in Asia 2022, en Belgique.

Freezer a le pouvoir de se métamorphoser trois fois. Chaque métamorphose lui permet d'exploiter un peu plus sa puissance monstrueuse. Chaque métamorphose semble également lui permettre de guérir des blessures qui lui ont été infligées jusque-là.
- État initial : Freezer apparaît dans le manga sous cette apparence. Il est alors petit, assez chétif, avec une queue et des cornes courtes. Il utilise souvent un siège en lévitation pour se déplacer. Bien qu'il s'agisse de son état le moins puissant, Freezer est déjà suffisamment fort pour vaincre la majorité de ses adversaires : lorsqu'il détruit la planète Vegeta, Freezer est dans son état initial. Quand il est revenu à la vie des années après sa mort, il a repris cette forme quand son corps a été restauré.
- Première métamorphose : Freezer devient beaucoup plus grand et plus musclé. Ses cornes s'allongent. Cette métamorphose lui permet de gagner principalement en puissance et en force. On constate une certaine ressemblance avec son père, le roi Cold, sous cette forme, indiquant ainsi que celui-ci est constamment à ce niveau-là.
- Deuxième métamorphose : Freezer a une apparence beaucoup plus monstrueuse : son crâne s'allonge, ses cornes tendent à disparaître, ses épaules s'élargissent. Cette métamorphose le rend beaucoup plus rapide.
- Corps final : Freezer perd en taille et en volume, ses cornes disparaissent ainsi que toutes les parties de son corps qui ressemblaient à une armure. Néanmoins, il s'agit bien là de l'état qui permet à Freezer d'exploiter ses capacités au maximum, notamment en se concentrant pour atteindre le « corps final 100 % ».
- Corps final 100 % : même apparence que le corps final, mais Freezer gagne en masse musculaire, en puissance et en force. Le problème, est qu'il gaspille énormément d'énergie sous cette forme. C'est ce qui cause en partie sa perte lors de son combat sur Namek face à Son Goku (Super Saiyan 1) qui se révèle beaucoup plus endurant que son adversaire.
- Cyborg Freezer : à la suite de sa défaite, Freezer réapparaît sous la forme d'un cyborg au début de la saga Cell. Les restes de son corps ayant été récupérés dans l'espace par son père le roi Cold, Freezer a subi quelques améliorations visant à le rendre encore plus puissant. Son apparence reprend alors celle de son corps final, les membres détruits étant remplacés par des prothèses cybernétiques. Son visage et plusieurs parties de son corps présentent également des implants. Mais il est détruit par Trunks (du futur) en un coup d'épée.
- Golden Freezer : à la suite de sa mort lors du début de la saga Cell, Freezer est ressuscité dans le film Dragon Ball Z : La Résurrection de ‘F’ et dans la série Dragon Ball Super  où il se transforme en cette nouvelle forme dorée qu'il a obtenue à la suite des entraînements.
- Black Freezer : Au chapitre 87 du manga Dragon Ball Super, Freezer acquiert cette transformation en s'entraînant pendant 10 ans dans une Salle de l'Esprit et du Temps. Cette forme le rend plus sombre en apparence comme en personnalité. Sous cette forme il ne fait qu'une bouchée de Gas a sa puissance maximale contre qui Granola, Goku et Végéta sous leur forme ultra se cassaient les dents. Il écrasa également Goku et Végéta juste après.

### Puissance
- 1re forme : 530 000[db_fr_sp 1],[db_fr_pf 1]
- 2e forme : 1 000 000 (incorrectement traduit en 100 000 dans la version française du manga)[dbz_ep 1],[dbzkai_ep 1]
- Corps final à 50 % : 60 000 000[db_fr_au 1]
- Corps final à 100 % : 120 000 000[db_fr_au 1]

Il s'agit de la puissance originale des formes Freezer avant sa résurrection. Après être revenu à la vie, il s'est entrainé pendant des mois et sa puissance a augmenté. Dans sa première forme, Freezer surpasse de loin un Super Saiyan et dans sa forme finale il pouvait rivaliser avec un Goku utilisant le pouvoir du Super Saiyan Divin. Lorsqu'il est sous sa forme Golden Freezer, Freezer est plus puissant que jamais. Au début, Golden Freezer n'avait qu'une faiblesse: Il perdait de la puissance assez vite à mesure que le temps passait mais après être retourné en enfer, Freezer s'est entrainé mentalement et a réussi à parfaitement maitriser sa forme Golden et ne possède plus cette faiblesse. Il pouvait également résister à une sphère de la destruction et même la stopper.

### Techniques
- Aibīmu
- Daichi Retsuzan, faisceau de lumière capable de découper des planètes
- Death Ball
- Death Beam, rayon de la mort qui traverse les ennemis ou explose au contact
- Henshin Nōryoku
- Kienzan à tête chercheuse ou Tsuibi Kienzan
- Kōsengan
- Hokaku Kōdan
- Télékinésie
- Supernova

Autres capacités
- Freezer a la capacité de survivre aux blessures les plus graves, En revanche, il est incapable de régénérer des parties de son corps (hors le cas de l'extrémité de sa queue à la suite de sa troisième métamorphose).
- Freezer peut survivre dans le vide spatial. Il peut également survivre à l'explosion d'une planète.
- Freezer a été pendant très longtemps dans l'incapacité de sentir le ki d'autres personnes, et utilisé par conséquent un détecteur. Dans Dragon ball super il semble avoir remédier a cette lacune. Lors du tournoi du pouvoir il fait remarquer a Jiren que sa force de combat a fortement diminué.
- Freezer possède de puissants pouvoirs psychokinétiques lui permettant de faire léviter des objets tels que des blocs de pierre. Il utilise ce pouvoir sur les Dragon Balls afin de les transporter, et sur Krilin pour le faire imploser. Ce pouvoir a été transmis à Cell grâce aux cellules de Freezer (uniquement pour fabriquer le ring du Cell Game).
- Freezer peut détruire une planète par simple toucher. Il s'est servi de ce pouvoir dans Dragon Ball Z : La Résurrection de ‘F’.
- Freezer dit qu'il ne s'est jamais entraîné de sa vie. Cependant, sur Namek, il expliquait à Son Goku que lorsqu'il était enfant, il s'entraînait avec son père. Après son retour a la vie il s’entraînera pendant 4 mois et atteindra la forme golden. Après sa défaite sur terre lors de sa première résurrection, il s’entraînera mentalement pendant son séjour en enfer en simulant des combats dans son esprit et deviendra plus fort.

## Œuvres où le personnage apparaît

### Mangas
- 1984 : Dragon Ball
- 2001 : Neko Majin
- 2006 : Dragon Fall (sous le nom de Frigo)
- 2017 : Dragon Ball Super

### Séries animées
avec Ryūsei Nakao (Philippe Ariotti pour la version française)
- 1989 : Dragon Ball Z
- 1996 : Dragon Ball GT
- 2009 : Dragon Ball Z Kai
- 2015 : Dragon Ball Super

### Films
avec Ryūsei Nakao (Philippe Ariotti pour la version française)
- 1991 : Dragon Ball Z : La Revanche de Cooler
- 1995 : Dragon Ball Z : Fusions
- 2015 : Dragon Ball Z : La Résurrection de ‘F’
- 2018 : Dragon Ball Super: Broly

### Téléfilm
avec Ryūsei Nakao (Philippe Ariotti pour la version française)
- 1990 : Dragon Ball Z : Baddack contre Freezer

### Jeux vidéo
Freezer étant un des principaux méchants de la saga Dragon Ball, il n'est pas étonnant de le retrouver dans la quasi-totalité des jeux vidéo reprenant la série. Les deux seuls titres où il n'est pas présent sont Dragon Ball Z 2 : La Légende Saien et Dragon Ball Z 3 : Ultime Menace sur Super Nintendo.
Jusqu'aux épisodes Saturn et PlayStation, il n'était disponible que sous son apparence ultime (Corps Final ou Corps Final 100 %), mais depuis la trilogie des Dragon Ball Z: Budokai, il est possible de jouer avec lui sous ses différentes apparences. Il est même disponible en version cyborg dans les deux épisodes de Dragon Ball Z: Supersonic Warriors sur Game Boy Advance et Nintendo DS, ainsi que dans les Dragon Ball Z: Budokai Tenkaichi et Super Dragon Ball Z sur PlayStation 2.
- 1993 : Dragon Ball Z: Super Butōden (Super Nintendo, Bandai)
- 1994 : Dragon Ball Z : L'Appel du Destin (Mega Drive, Bandai)
- 1995 : Dragon Ball Z: Ultimate Battle 22 (PlayStation, Bandai)
- 1995 : Dragon Ball Z: Shin Butōden (Saturn, Bandai)
- 1996 : Dragon Ball Z: Hyper Dimension (Super Nintendo, Bandai)
- 1996 : Dragon Ball: Final Bout (PlayStation, Bandai)
- 1996 : Dragon Ball Z : La Grande Légende des boules de cristal (PlayStation, Saturn, Bandai)
- 2002 : Dragon Ball Z : L'Héritage de Goku (Game Boy Advance, Webfoot)
- 2002 : Dragon Ball Z: Budokai (PlayStation 2, GameCube, Dimps)
- 2002 : Dragon Ball Z : Les Guerriers Légendaires (Game Boy, Bandai)
- 2003 : Dragon Ball Z : L'Héritage de Goku 2 (Game Boy Advance, Webfoot)
- 2003 : Dragon Ball Z: Budokai 2 (PlayStation 2, GameCube, Dimps)
- 2004 : Dragon Ball Z: Taiketsu (Game Boy Advance, Webfoot)
- 2004 : Dragon Ball Z: Buu's Fury (Game Boy Advance, Webfoot)
- 2004 : Dragon Ball Z: Supersonic Warriors (Game Boy Advance, Arc System Works)
- 2004 : Dragon Ball Z: Budokai 3 (PlayStation 2, Dimps)
- 2005 : Dragon Ball Z: Sagas (Xbox, GameCube, PlayStation 2, Atari)
- 2005 : Dragon Ball Z: Budokai Tenkaichi (PlayStation 2, Spike)
- 2005 : Dragon Ball Z: Supersonic Warriors 2 (Nintendo DS, Arc System Works)
- 2006 : Dragon Ball Z: Budokai Tenkaichi 2 (PlayStation 2, Nintendo Wii, Bandai, Spike)
- 2006 : Super Dragon Ball Z (Arcade, PlayStation 2, Craft and Meister)
- 2006 : Dragon Ball Z: Budokai Tenkaichi 3
- 2006 : Dragon Ball Z: Shin Budokai (PlayStation Portable)
- 2007 : Dragon Ball Z: Goku Densetsu (Nintendo DS, Bandai)
- 2007 : Dragon Ball Z: Shin Budokai 2 (PlayStation Portable)
- 2008 : Dragon Ball Z: Burst Limit (PlayStation 3, Xbox 360)
- 2008 : Dragon Ball Z: Infinite World (PlayStation 2, Atari)
- 2009 : Dragon Ball: Raging Blast (PlayStation 3, Xbox 360)
- 2010 : Dragon Ball Z: Tenkaichi Tag Team (PlayStation Portable)
- 2010 : Dragon Ball: Raging Blast 2 (PlayStation 3, Xbox 360)
- 2010 : Dragon Ball Heroes (Arcade, 3DS)
- 2011 : Dragon Ball Kai: Ultimate Butôden (DS, Namco Bandai Games)
- 2011 : Dragon Ball Z: Ultimate Tenkaichi (PlayStation 3, Xbox 360)

- 2012 : Dragon Ball Z for Kinect (Kinect)
- 2012 : Dragon Ball Z: Budokai HD Collection (PlayStation 3, Xbox 360)
- 2014 : Dragon Ball Z: Battle of Z (PlayStation 3, PlayStation Vita, Xbox 360)
- 2015 : Dragon Ball Xenoverse (PlayStation 3, PlayStation 4, Xbox 360, Xbox One, Microsoft Windows)
- 2015 : Dragon Ball Z: Dokkan Battle (Android, iOS)
- 2015 : Dragon Ball Z: Extreme Butōden (3DS)
- 2016 : Dragon Ball Fusions (3DS)
- 2016 : Dragon Ball Xenoverse 2 (PlayStation 4, Xbox One, Microsoft Windows)
- 2018 : Dragon Ball FighterZ (PlayStation 4, Xbox One, Microsoft Windows)
- 2018 : Dragon Ball Legends (Android, iOS)
- 2019 : Jump Force (PlayStation 4, Xbox One, Microsoft Windows)
- 2020 : Dragon Ball Z: Kakarot (PlayStation 4, Xbox One, Microsoft Windows)

#### Édition simple
1. ↑  Dragon Ball (édition simple) – Volume 24

#### Perfect Edition
1. ↑  Dragon Ball (Perfect Edition) – Volume 20

#### Autre livre
1. 1 2  Le Dictionnaire de Dragon Ball

#### Dragon Ball Z
1. ↑  Dragon Ball Z – Épisode 78

#### Dragon Ball Z Kai
1. ↑  Dragon Ball Z Kai – Épisode 37

#### Édition simple
- Akira Toriyama (trad. du japonais par Kiyoko Chappe), Dragon Ball [« ドラゴンボール »], t. 24 : Le Capitaine Ginue, Grenoble, Glénat, coll. « Shônen »,‎ 22 janvier 1997, 11,5 × 18 cm, couverture couleur, broché (ISBN 978-2-7234-1867-6 et 2-7234-1867-7, ISSN 1253-1928, présentation en ligne)
- Akira Toriyama (trad. du japonais par Kiyoko Chappe), Dragon Ball [« ドラゴンボール »], t. 25 : Piccolo, Grenoble, Glénat, coll. « Shônen »,‎ 19 mars 1997, 11,5 × 18 cm, couverture couleur, broché (ISBN 978-2-7234-2224-6 et 2-7234-2224-0, ISSN 1253-1928, présentation en ligne)

#### Perfect Edition
- Akira Toriyama (trad. du japonais par Fédoua Lamodière), Dragon Ball [« ドラゴンボール »], t. 20, Grenoble, Glénat, coll. « Shônen »,‎ 6 juin 2012, 232 p., 14,5 × 21 cm, couverture couleur, broché (ISBN 978-2-7234-8671-2 et 2-7234-8671-0, ISSN 1253-1928, présentation en ligne)

#### Autre livre
- Akira Toriyama (trad. du japonais par Olivier Huet), Le Dictionnaire de Dragon Ball, Grenoble, Glénat, coll. « Art of », 3 novembre 1999, 312 p., 18,8 × 26,3 cm, couverture couleur, broché (ISBN 978-2-7234-2945-0 et 2-7234-2945-8, OCLC 422071415, BNF 39110010, présentation en ligne)